# Almunge kyrka

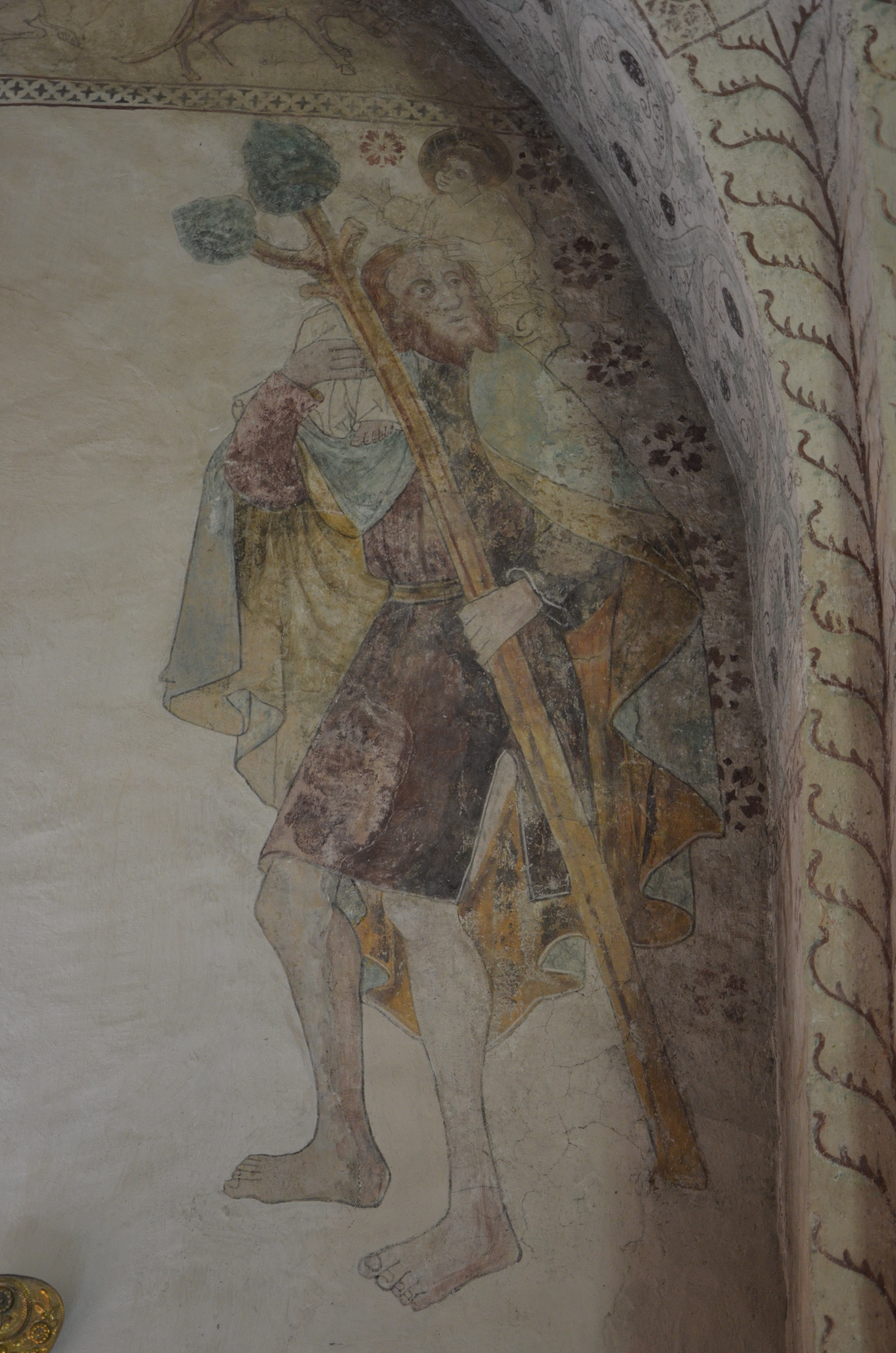
Den helige Kristoffer

Almunge kyrka är en kyrkobyggnad i Almunge i Uppsala stift.
Almunge kyrka är församlingskyrka i Almunge församling och ligger i Almunge kyrkby, en dryg kilometer öster om centrala Almunge, på en höjd nordväst om det vägskäl där vägarna från Knutby, Faringe och Husby by möts. Ursprungligen låg kyrkplatsen på en udde mellan två sjöar, men på grund av landhöjningen ligger sjöarna nu längre bort. Johannes Bureus ligger begravd i kyrkan men har ingen gravsten.

## Kyrkobyggnaden
Almunge kyrka är en enskeppig, rektangulär salkyrka uppförd på medeltiden och byggnaden består av ett långhus med rakt avslutande kor i öster. Ett vapenhus finns vid sydväggens västra ände och en sakristia finns ytterst vid norra väggens östra del. Väggarna av gråsten är sedan 1986 utvändigt belagda med gulrosa puts. Långhusets valmade tak är klätt med träspån liksom sakristians och vapenhusets sadeltak. Taknockens östra och västra sida bär på varsin takryttare. Kyrkan saknar torn.

## Historik

### Medeltiden
Kyrkans tillkomst och medeltida byggnadshistoria är oklart belagd, men långhuset har medeltida ursprung och är kanske uppfört under folkungatiden, åren 1250-1350, liksom sakristian i nordost. Denna ligger inte i förband med långhuset, vilket tyder på att kyrkan förlängdes åt öster redan under medeltiden. Vapenhuset i sydväst uppfördes troligen på 1400-talet. Här finns ingången som leder till en portal i långhusets sydmur. Sakristians innertak har tunnvalv. Långhuset och vapenhuset är krönta av valv som tillkom under 1400-talets sista årtionden. Väggar och valv dekorerades kort efter valvslagningen med kalkmålningar som har tillskrivits Albertus Pictors verkstad. Under detta målningsskikt, på väggarna, finns rester av äldre måleri från tiden innan valvslagningen. Detta måleri är ställvis synligt tillsammans med de yngre målningarna.

### Stormaktstiden och senare
Under 1600-talets senare hälft förlängdes kyrkan mot öster med nuvarande stjärnvälvda kor. Utvändigt byggdes kraftiga snedställda strävpelare för att stötta upp koret. I långhusets valv närmast koret ersattes den östra kappan. Samtidigt överkalkades kyrkans målningar, men dessa togs fram igen vid en restaurering 1911. Framtagningen av målningarna leddes av Konservator Carl Wilhelm Pettersson. År 1930 utfördes målningar i koret och långhusets 1600-talsvalv av Yngve Lundström. År 1834 upptogs fönsteröppningar i den hittills slutna nordsidan. År 1886 fick fönstren i långhuset sitt nuvarande utseende med gotiserande spröjsverk av gjutjärn och kulört glas. År 1962 rengjordes väggar och valv och målningen på korgaveln överputsades för att altaruppsatsen skulle komma mer till sin rätt. Samma år insattes den nuvarande bänkinredningen.

## Klockstapeln
En fristående klockstapel av trä finns på en bergknalle sydost om kyrkan. Den ursprungliga klockstapeln uppfördes troligen på 1500-talet och hade från början en öppen konstruktion. Klockstapeln reparerades 1623, och under åren 1791-93 genomfördes en ombyggnad efter ritningar av Olof Tempelman. Stapeln kläddes då in med brädor och fick sitt nuvarande utseende. Inuti klockstapeln finns den äldre spånklädda klockbocken kvar. I klockstapeln hänger två kyrkklockor gjutna år 1919 av Bergholtz klockgjuteri. Slagtonerna (från stora till lilla) är e1 och fiss1.

## Inventarier
- Predikstolen, tillverkad 1716 av snickaren Carl Spaak, skänktes av Elisabeth Bure i Seglinge till minne av maken Bengt Kafle
- Altaruppsatsen från 1717 är möjligen utförd av Carl Spaak och dess då moderna stil skapad av bildhuggaren Burchard Precht
- Altarringen är från 1765
- Orgelfasaden är i nyklassisk stil liksom läktaren i väster, ritad av arkitekten Carl-Gustaf Blom-Carlsson 1834
- Läktarorgel byggd av Johannes Menzel i Härnösand, kompletterad av en kororgel 1980
- Dopfunt med nederdelen av sandsten, troligen från 1200-talet, och en cuppa av kalksten och yngre

### Orgel
- 1835 byggde Gustaf Andersson, Stockholm en orgel med 7 stämmor.
- 1929 byggde Åkerman & Lunds Nya Orgelfabriks AB, Sundbybergs stad en orgel mede 14 stämmor, två manualer och pedal.
- Den nuvarande orgeln byggdes 1983 av Johannes Menzel Orgelbyggeri AB, Härnösand. Orgeln är mekanisk med slejflådor och har ett tonomfång på 56/30. Fasaden är från 1835 års orgel.

| Huvudverk I      | Svällverk II      | Pedal         | Koppel |
| Principal 8'     | Vox candida 8´    | Subbas 16´    | I/P    |
| Rörflöjt 8'      | Voce umana 8´     | Rörgedackt 8´ | II/P   |
| Oktava 4'        | Gedackt 8'        | Oktava 4'     | II/I   |
| Spetsflöjt 4'    | Principal 4'      | Fagott 16'    |        |
| Qvinta 3'        | Fleut 4'          | Fagott 8'     |        |
| Oktava 2'        | Waldflöjt 2'      |               |        |
| Cornett III      | Nasat 1 1⁄3'      |               |        |
| Mixtur IV 1 1⁄3' | Scharf II 1'      |               |        |
| Tremulant        | Oboe 8'           |               |        |
|                  | Tremulant         |               |        |
|                  | Klockspel         |               |        |
|                  | Crescendosvällare |               |        |

#### Kororgel
Den nuvarande kororgeln byggdes 1979 av Johannes Menzel Orgelbyggeri AB, Härnösand. Orgeln är mekanisk med slejflåda och har ett tonomfång på 56/30. 
| Manual        | Pedal      | Koppel  |
| Trägedackt 8' | Subbas 16' | Man/Ped |
| Rörflöjt 4'   |            |         |
| Principal 2'  |            |         |
| Nasat 1 1⁄3'  |            |         |

## Fotogalleri

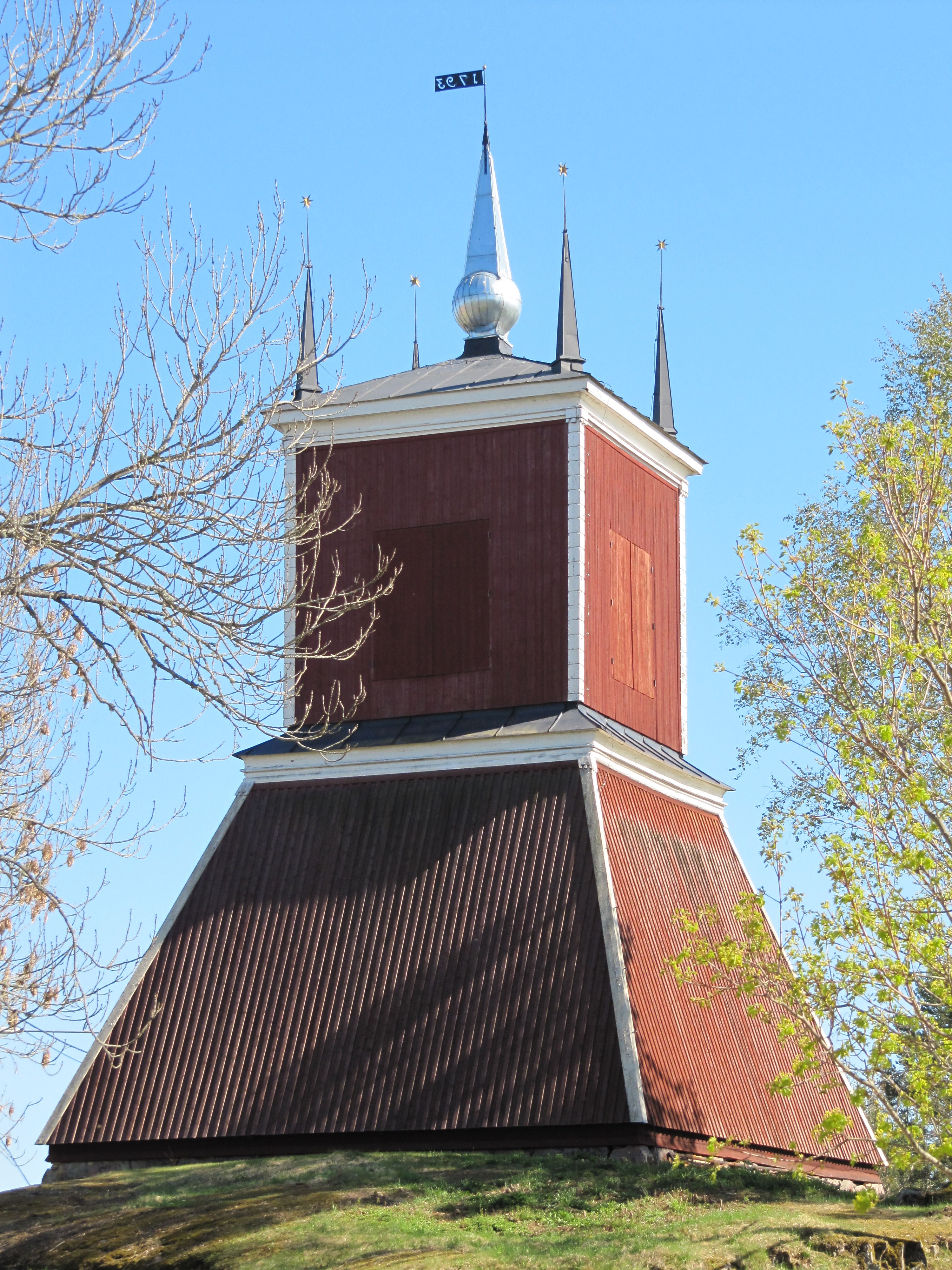
Klockstapel
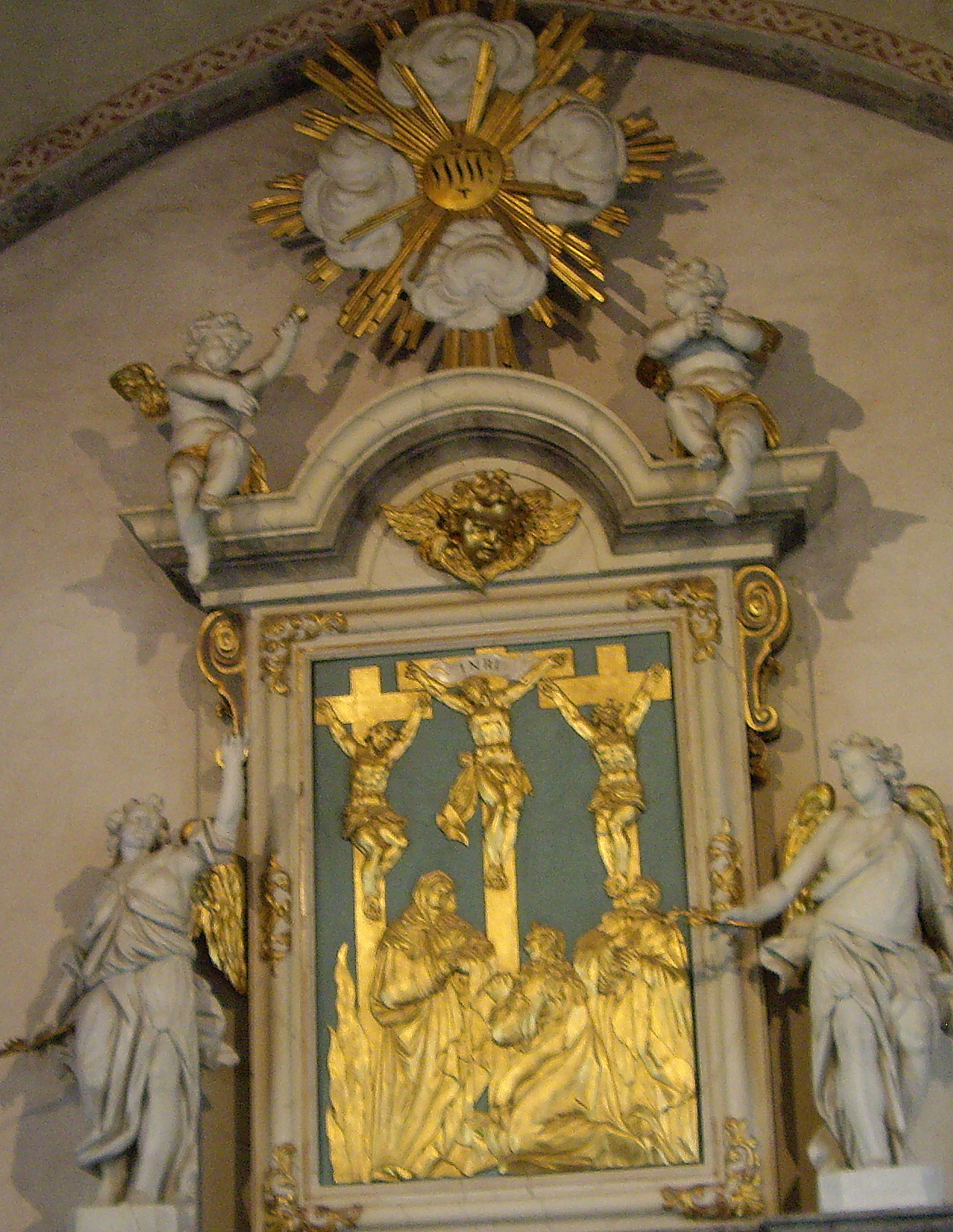
Altaruppsats från 1717
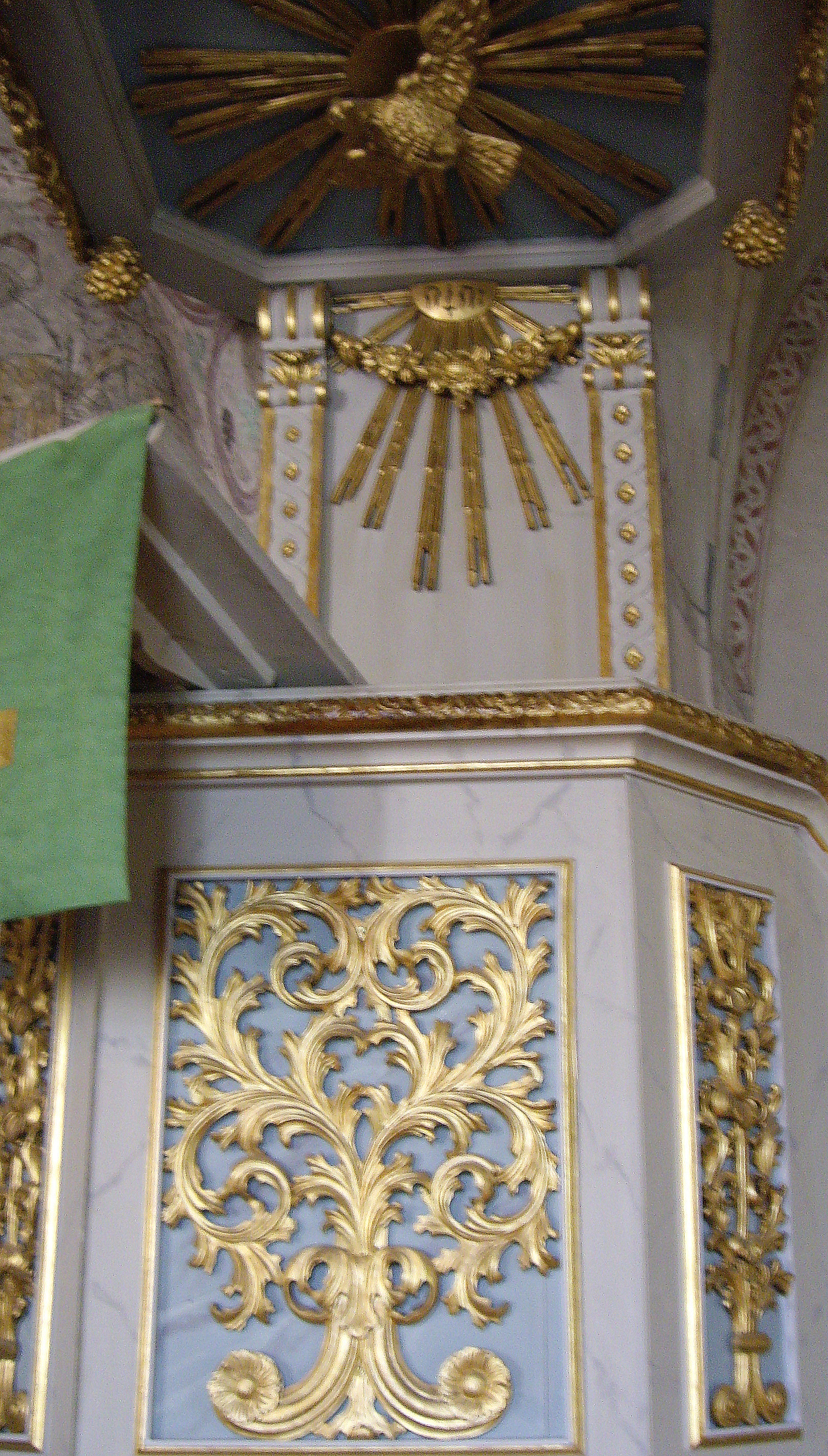
Predikstol från 1716
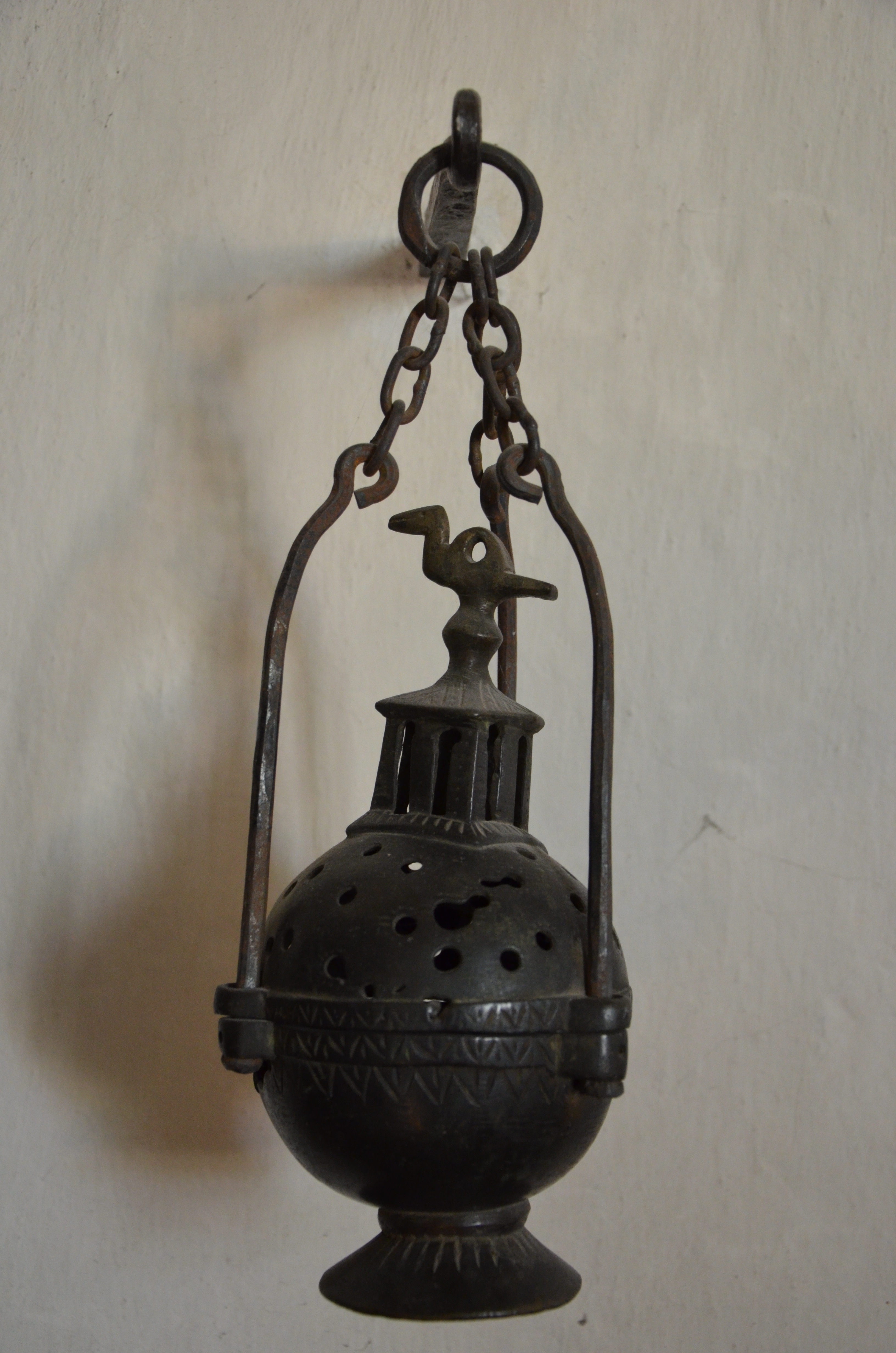
Rökelsekar upphängt i koret
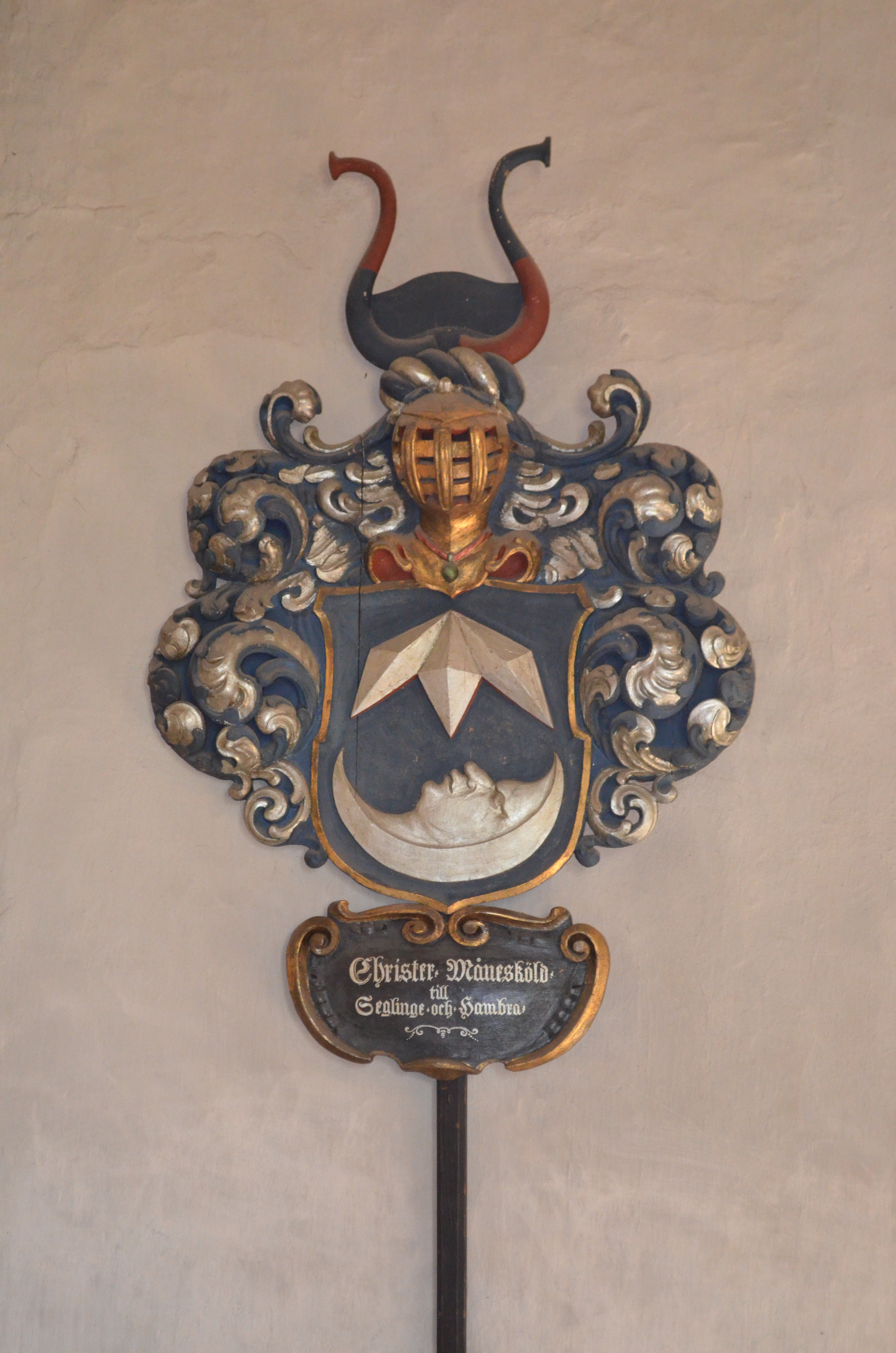
Krister Karlsson Månesköld af Seglinges (nr 62) huvudbaner
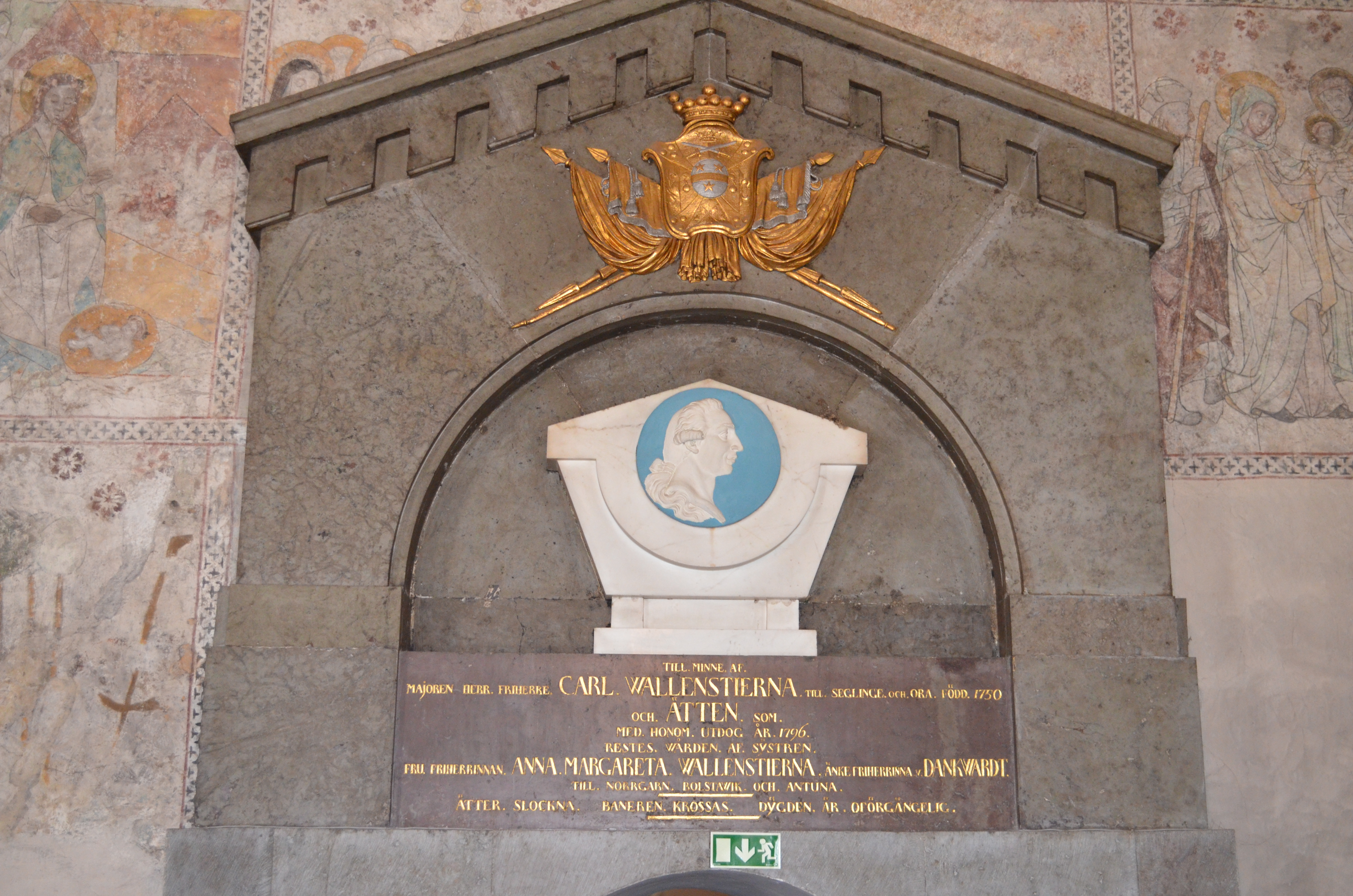
Epitafium över Carl Wallenstierna (d 1796) i Almunge kyrka
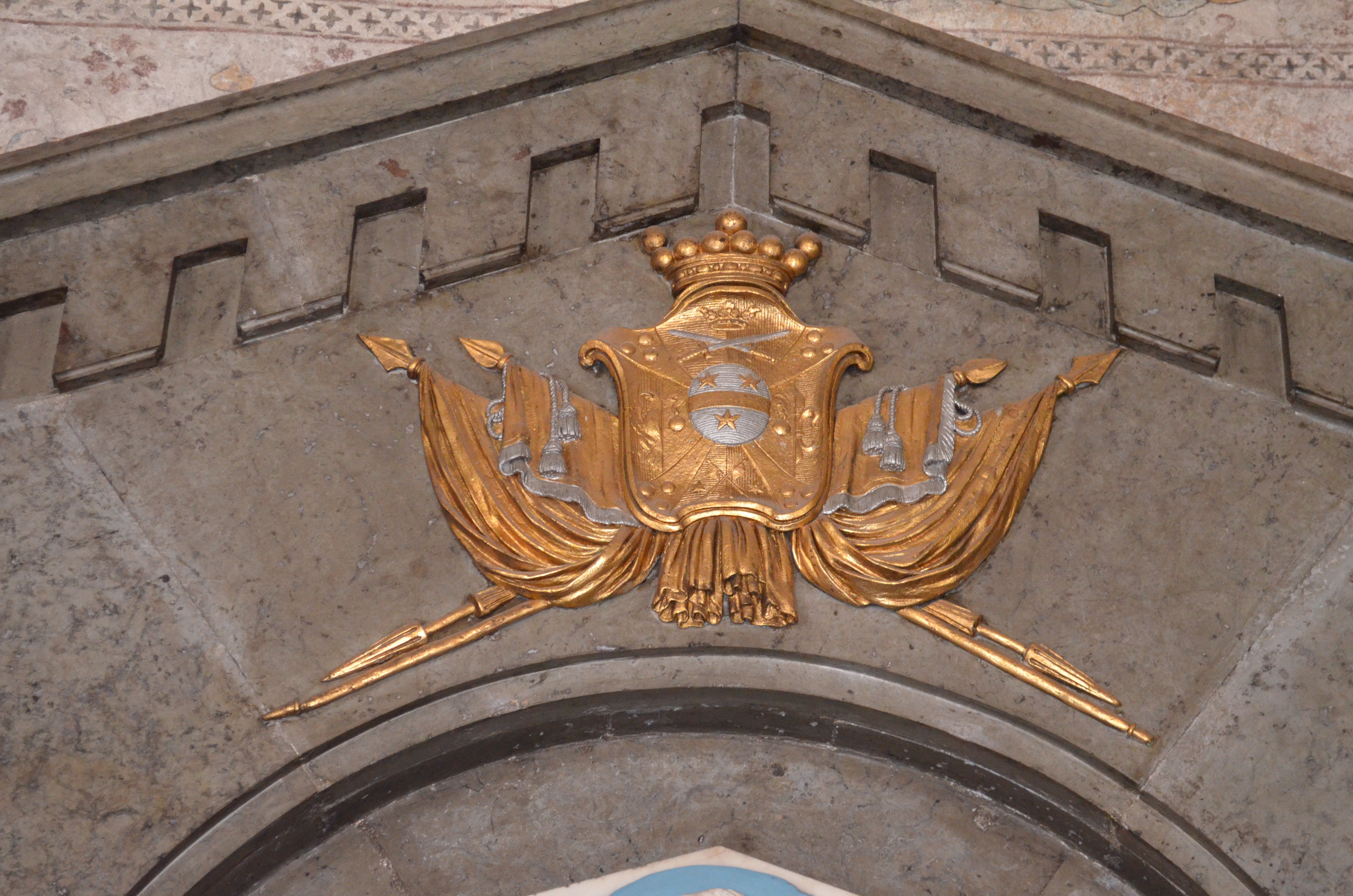
Detalj av Epitafium över Carl Wallenstierna (d 1796) i Almunge kyrka
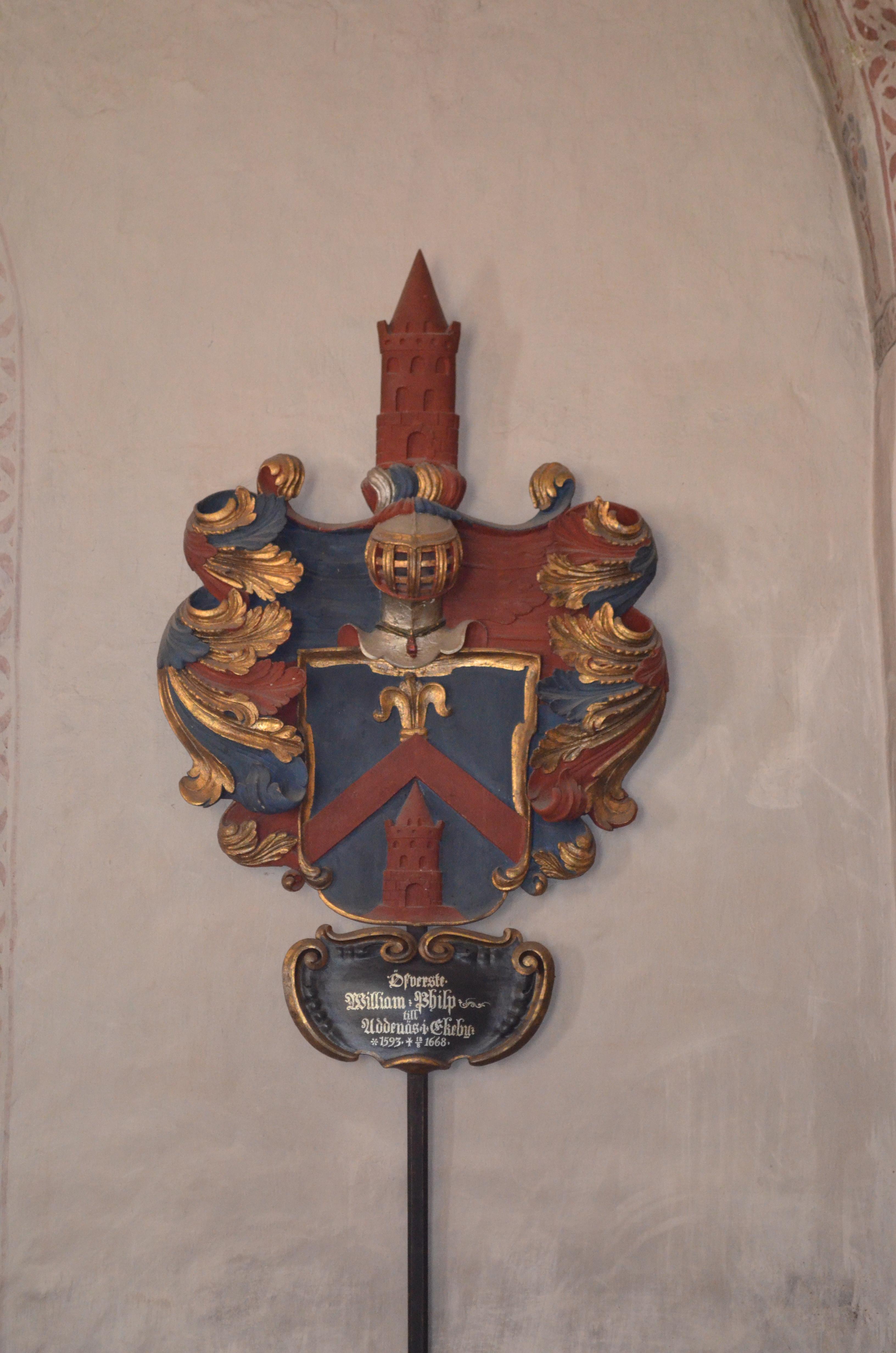
William Philps (nr 242) (1593-1668) huvudbaner i Almunge kyrka

## Fotogalleri, muralmåleri tillskrivet Albertus Pictors verkstad

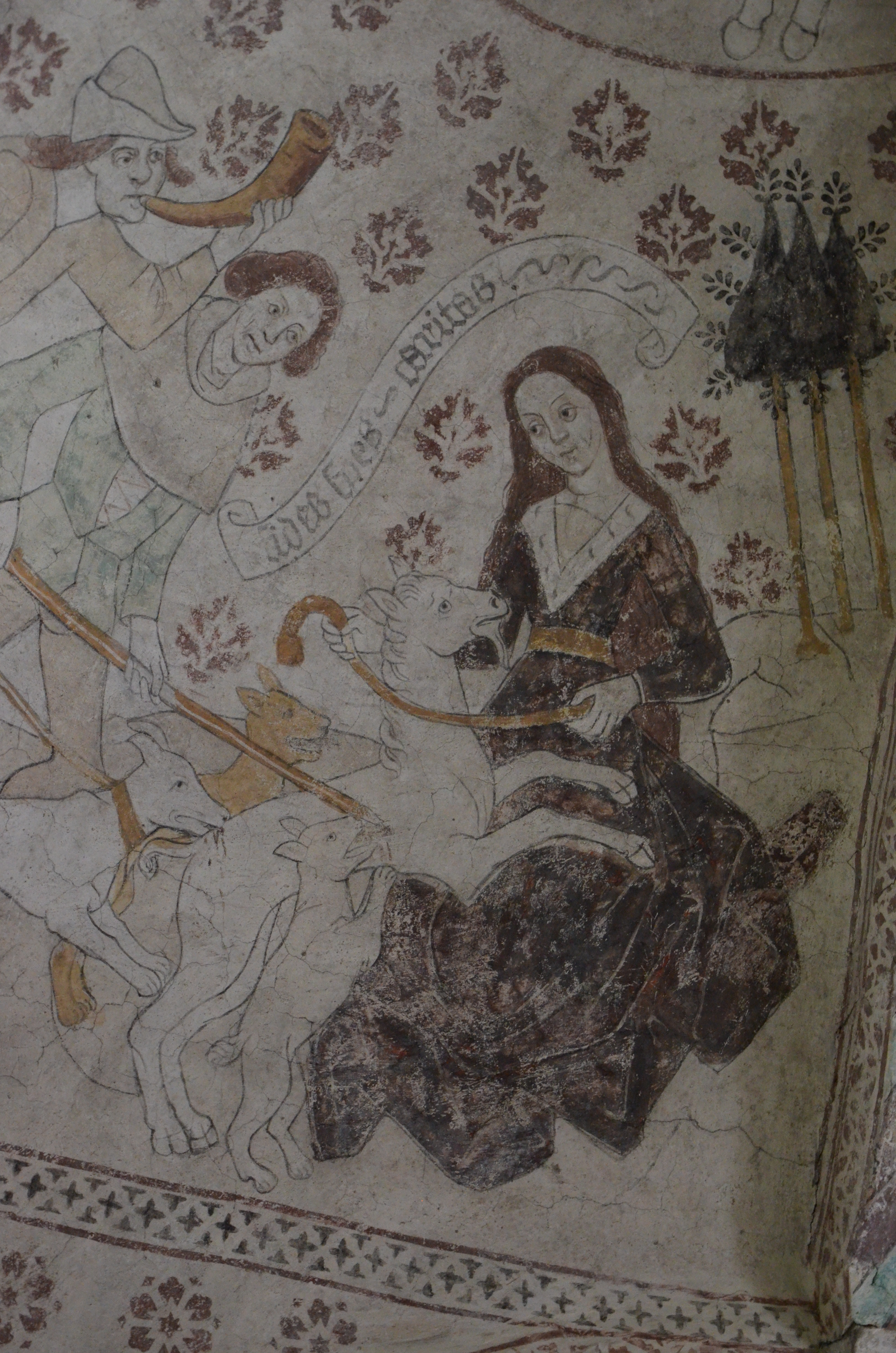
Legenden om enhörningen, som förföljes av jägare och hundar och söker skydd hos jungfru Maria, travé IV.
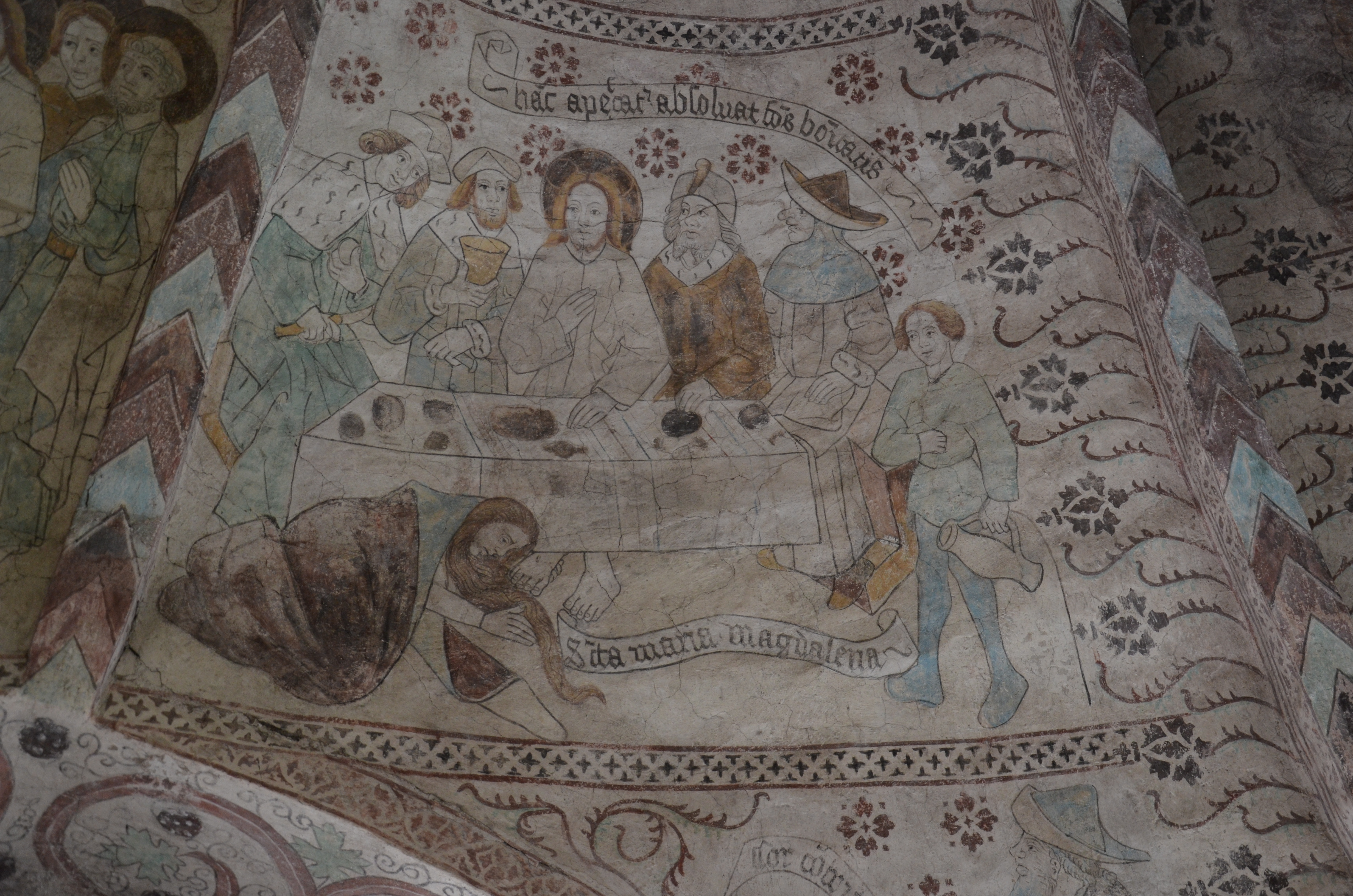
Maria Magdalena torkar Jesu fötter med sitt hår, travé IV.
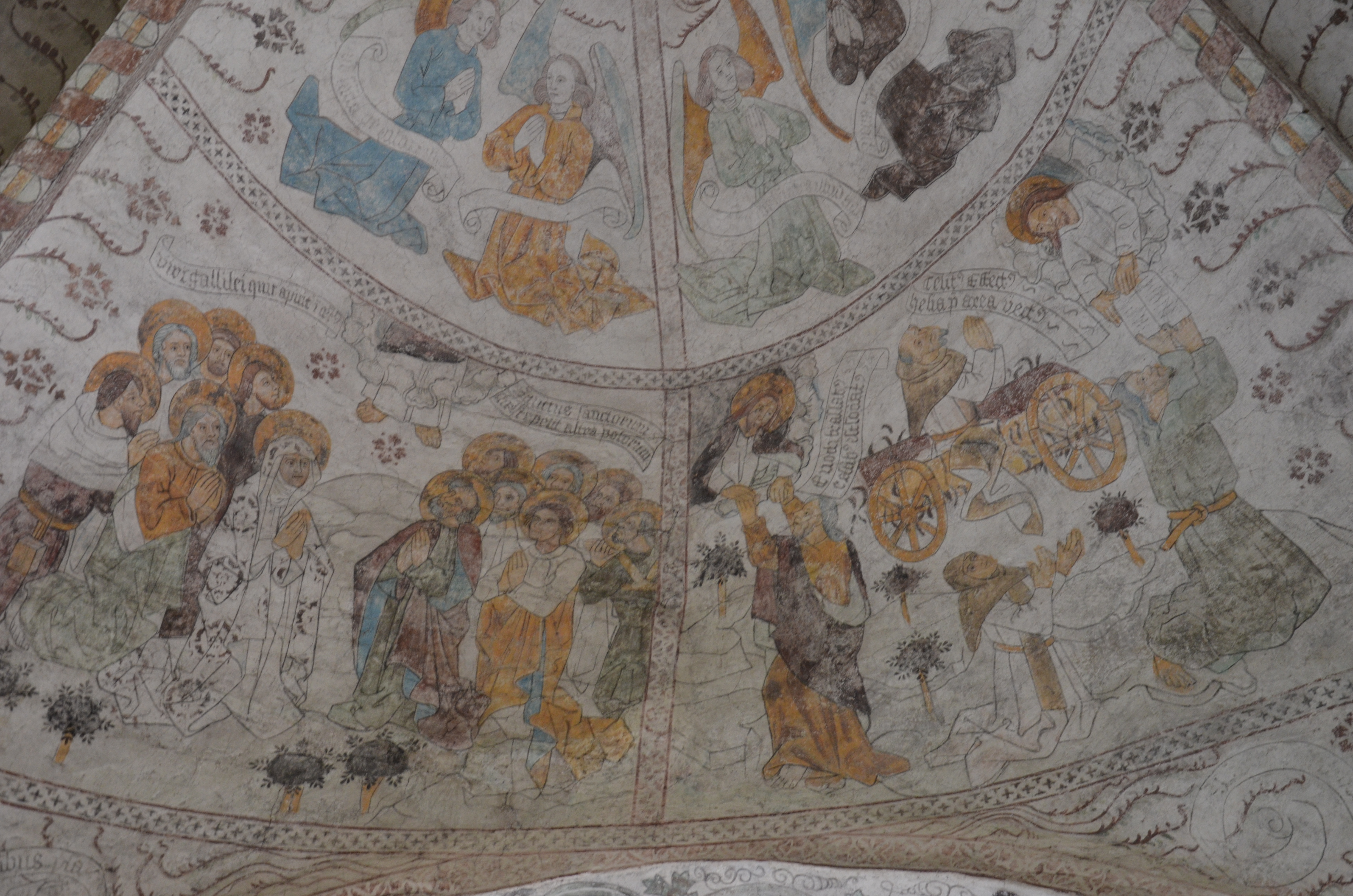
Södra kappan i travé II föreställande Kristi himmelfärd, Enoks upptagande till himmelen och Elia i den brinnande vagnen.